# Frederic Hymen Cowen
Frederic Hymen Cowen   (Kingston, 29 de gener de 1852 - Londres, 6 d'octubre de 1935) fou un compositor anglès.
Els pares el portaren a Londres quan només contava quatre anys, rebent allí l'educació. Els primers estudis de música els va fer sota la direcció de Benedict i de Gross. El 1865 passà a Leipzig, on estudià amb Hauptmann, Moscheles, Reinecke, Ritcher i Plaidy.
El 1882 fou nomenat director de l'Acadèmia de Música d'Edimburg, i el 1887 succeí a Sullivan com a director de l'Orquestra Filharmònica de Londres. Desenvolupà el mateix càrrec durant l'Exposició de Melbourne (1888-89). El 1896, fou elegit director de la Filharmònica de Liverpool, i dels Concerts de Manchester les seves composicions es comprenen:
- Pauline (1876),
- Thorgrim (1890),
- Signa (1893),
- Harold on thre Norman Conquest (1895),
- una Phantasy of Life and Love (1901),
- Coronation Ode (1902),
- Indian Rhapsody (1903).
- dos oratoris: The Deluge (1878) i Ruth (1887),

## Cantates
- The Corsain (1876),
- John Gilping (1904),
- Suite of English dances (1905),
- The veil (1910),
- My art and my friends (1913),
- el poema simfònic The Language of flowers (1914),
- la comèdia ballet Cupid's Conspiracy, ballable (1916),
- Nonica's blue boy (1917),
- la música d'escenes per The Enchanted Cottage (1922),
- Twelve songs, for my littles ones from Punch (1927).

La producció musical de Cowen és enorme, contant-se quasi 300 obres, entre cants, duets, peces per a piano, etc. El 1910, La universitat d'Edimburg li concedí el títol de doctor en Música.